# Philippe II xứ Orléans
Philippe Charles xứ Orléans (tiếng Pháp: Philippe Charles d'Orléans; 2 tháng 8 năm 1674 - 2 tháng 12 năm 1723), là thành viên của hoàng gia Pháp và từng là Nhiếp chính của Vương quốc từ 1715 đến 1723 (do đó ông có biệt danh le Régent).

## Hành trạng
Sinh ra tại cung điện của cha ông tại Saint-Cloud, ông được biết đến từ khi sinh ra dưới danh hiệu Công tước xứ Chartres. Cha ông là em trai của Louis XIV, Philippe I, Công tước xứ Orleans, mẹ ông là Elizabeth Charlotte von der Pfalz.
Năm 1692, Philippe kết hôn với người anh em họ đầu tiên của mình, Françoir Marie de Bourbon - cô con gái nhỏ hợp pháp nhất (légitimée de France) của chú Philippe Louis XIV và Madame de Montespan. Được mệnh danh là nhiếp chính của Pháp cho Louis XV cho đến khi Louis chiếm đa số vào ngày 15 tháng 2 năm 1723, thời kỳ cai trị trên thực tế của ông được biết đến với cái tên Regency (1715 - 1723). Ông qua đời tại Versailles năm 1723.